# Мельнице-Подільська стінка
Ме́льнице-Поді́льська сті́нка — ботанічна пам'ятка природи місцевого значення в Україні. Розташована поблизу селища Мельниця-Подільська Чортківського району Тернопільської області, на лівому схилі річки Дністер, у кварталі 60, виділах 41, 21, кварталі 61, виділі 2 Гермаківського лісництва державного підприємства «Чортківлісгосп» у межах лісового урочища «Наддністрянська стінка».
Площа — 5 га. Оголошена об'єктом природно-заповідного фонду рішенням виконкому Тернопільської обласної ради № 537 від 23 жовтня 1972 року. Перебуває у віданні Тернопільського обласного управління лісового господарства.
Під охороною — типова скельна та лучно-степова рослинність. Особливу цінність становлять гадючник шестипелюстковий і дзвоники Блоцького — вид, занесений до Переліку рідкісних і таких, що перебувають під загрозою зникнення, видів рослин світу на території Тернопільської області.
У 2010 році ввійшла до складу національного природного парку «Дністровський каньйон».